# Dalbahadur Ranamagar
Dalbahadur Ranamagar (ur. w 1961) – nepalski bokser, olimpijczyk, uczestnik igrzysk olimpijskich w 1984 i igrzysk olimpijskich w 1988.
Podczas igrzysk w Los Angeles startował w wadze lekkiej. W pierwszej rundzie trafił na Ángela Beltré z Dominikany. Ranamagar przegrał z Beltrem na punkty (0–5), i tym samym odpadł z rywalizacji o medale, zajmując 33. miejsce.
Podczas igrzysk w Seulu także startował w wadze lekkiej. W pierwszej rundzie trafił na Mohameda Hegaziego z Egiptu. Ranamagar przegrał z Hegazim na punkty (0–5), i podobnie jak w Los Angeles, odpadł z rywalizacji o medale już w pierwszej rundzie, zajmując 33. miejsce.